# Klaspern

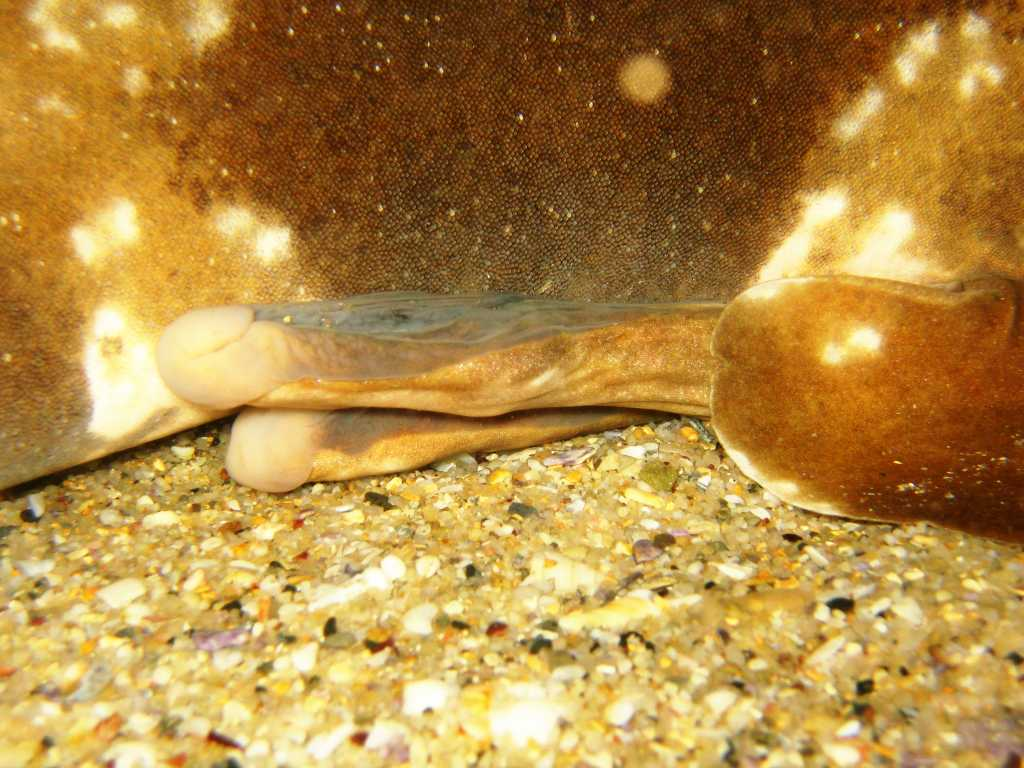
Die Klaspern eines Wobbegong (Orectolobus maculatus)

Klaspern (Pterygopodium, Pteropodium, Mixopterygium) sind die paarigen Begattungsorgane der männlichen Knorpelfische (Chondrichthyes). 

## Aufbau von Klaspern
Ein Klasper ist eine umgewandelte Bauchflosse, die röhrenförmig eingerollt ist und deren seitliche Enden einander überlappen. Klaspern geschlechtsreifer Tiere sind durch Kalksalze verstärkt.

## Funktion von Klaspern
Klaspern erfüllen zwei Funktionen:
- Je ein Klasper-Paarling eines Knorpelfisches wird zur Fortpflanzung eingesetzt – abhängig davon, von welcher Körperseite aus die Begattung erfolgt. Dabei wird ein Klasper in das in der Kloake gelegene weibliche Geschlechtsorgan eingeführt, und das Sperma fließt durch den Kanal im Klasper in den Eileiter.
- Weitere Klasper-Paare, Klammerorgane genannt, werden – sofern vorhanden – benutzt, um das Weibchen beim Geschlechtsakt festzuhalten.